# Deborah Tabart
Deborah Tabart ist eine australische Umweltschützerin. Sie ist die Geschäftsführerin der Australian Koala Foundation (AKF). Sie arbeitet seit 1988 für diese Organisation und ist international als „Koala Woman“ bekannt.

## Veröffentlichungen
2004, Protecting the Koala: A Species of National Significance – A Consultation paper proposing Commonwealth legislative and policy initiatives that will protect the Koala and its habitat throughout Australia.

## Preise und Auszeichnungen
Im Jahr 1998 erhielt Tabart im Namen des AKF den Computersworld Smithsonian Award.
Im Januar 2008 wurde Tabart in Anerkennung ihrer Verdienste um den Schutz und die Bewirtschaftung der Koalas und ihres Lebensraums sowie ihrer Verdienste um Australien und die Menschheit mit der Medaille des Order of Australia (OAM) ausgezeichnet.
Im Jahr 2011 erhielt sie den EXCEL Award der International Association of Business Communicators (IABC).

## Privatleben
Deborah Tabart wohnt jetzt in Queensland, Australien.